# 必殺仕事人2014
『必殺仕事人2014』（ひっさつしごとにん にせんじゅうよん）は、2014年7月27日21時 - 23時10分にテレビ朝日系で放送されたABC・テレビ朝日・松竹共同製作のテレビ時代劇。主演は東山紀之。必殺シリーズのスペシャルドラマである。

## 概要
前作『必殺仕事人2013』に続く単発スペシャル。「開国」が物語の要素に盛り込まれているが、これは2020年東京オリンピックとTPP（環太平洋戦略的経済連携協定）に着想を得ている。
前作まで仕立て屋の匳役で出演した元KAT-TUNの田中聖は、所属するジャニーズ事務所からの契約解除に伴い本作には出演せず、田中に代わりHey!Say!JUMPの知念侑李が新たな仕事人のリュウこと隆生役で出演した。また、前々作『必殺仕事人2012』に安倍川の仙吉役で出演した高橋英樹が、本作にも同じ役で再び出演した。
2度目の時代劇出演となる知念は、人生で初めてという約3時間をかけた特殊メイクによる丸刈り姿に挑戦した。

## あらすじ
とある日の夜道、小五郎の前にかつて仕事の的として葬り去った弥勒坊燕斎の双子の兄である安倍川の仙吉が現われた。仙吉の意図を計りかねる小五郎に対して、仙吉は不吉な言葉を残し、去っていく。
後日、幕府から「頼み料を支払えば復讐・仇討ち・仕返しを代行する」という幕府認可の｢仇討ち屋｣なる組織が設けられるとの通達が出され、江戸の住人たちは驚きを隠せずにいた。そんな中、仇討ち屋の設立によって自分たちの仕事の依頼を奪われる立場となるお菊も「お上の考えは解らん」と言わんばかりに呆れかえるが、先陣を切って、仇討ち屋を開業したのが安部川の仙吉だった。
仇討ち屋の活躍で、江戸の町は歓喜に溢れるが、一方で、仇討ち屋の裏取りが甘く、その結果、依頼とは全く別の人物を殺害する不手際も多発していた。この事態に仙吉も驚きを隠せず、仇討ち屋を考案した老中、加門橋ノ介にその旨を話すも加門は全く取り合おうとしない。しかし、幕府に認可のもとに設立された仇討ち屋によって、誤って大勢の者が殺されたとの報が江戸中に広まり町は騒然となる。

## キャスト

### 仕事人
渡辺小五郎（わたなべ しょうごろう）
演 - 東山紀之
本町奉行所の同心。仇討屋ができたことに対して浮き足立つお菊を一喝する。また、父と婚約者の仇討ちに燃える隆生を裏の仕事に引き入れる。
奉行所での怠けぶりや渡辺家での婿養子としての肩身の狭い生活は相変わらず。
経師屋の涼次（きょうじやのりょうじ）
演 - 松岡昌宏
品川で願道寺の住職の隆斎と知り合い、井戸の所有権についての村人の揉めごとの仲裁役として願道寺に居候していた。
隆生からは涼次が寺に来てから、村人の対立が激化・隆斎の死・隆生が城に向かおうとするも制止したことから「疫病神」呼ばわりされている。
江戸で再会したおつうから話を聞き、復讐に走ろうとする隆生を呆れながらも気に掛けており、後におつうをこうとふくを通して、渡辺家に居候させる。
隆生（りゅうせい）（リュウ）
演 - 知念侑李（Hey! Say! JUMP）
願道寺の僧侶見習い。赤ん坊の時に寺の前に捨て置かれていたところを隆斎に拾われ育てられたため、隆斎を実の父親のように慕っている。
井戸の所有権についての話し合いの場で隆斎を殺した源兵衛を追って、おつうと共に江戸に出る。おつうと別れてからは源兵衛を自身の手でとの復讐の一心で捜しまわるも、小五郎らに制止され、苦悩と葛藤を繰り返す。のちに源兵衛を見つけ出すが、源兵衛に与する加門橋ノ介におつうを目の前で殺されたのち、小五郎らに三番筋に連れられ、仕事人としての道を歩むことを決意する。
仏の道に背いたとして自分の数珠を水場で引きちぎり、エンディングでは、お菊はおつうの墓に合掌したのに対し「自分にその資格はない」と言い、合掌をしなかった。
花御殿のお菊（はなごてんのおきく）
演 - 和久井映見
仕事人の元締。仕事の依頼が下らない内容のものばかりとぼやいたり、仇討ち屋が新たに設立され「時代が変わった」として気弱な態度を見せる。

### その他
増村倫太郎（ますむら りんたろう）
演 - 生瀬勝久
本町奉行所の与力で、小五郎の上司。まじめに働こうとしない小五郎に諦めの態度を見せ、半ば放置している。
新しく認可されることになった仇討ち屋の登場で、自分たちの職務が暇になり、住人たちから仇討ち屋の取り締まりの要望を寄せられた時は幕府に立て付くのを躊躇ったりと葛藤を抱える。そして自らを奮い立たせ、率先して同心らとともに仇討ち屋の手入れに出向こうとするが小五郎に制止される。
結城新之助（ゆうき しんのすけ）
演 - 田口浩正
本町奉行所の同心で、小五郎の同僚。冒頭部で飢え死にした娘に対して同情し、お上の言いなりである奉行所勤めに苦々しい思いを抱く。
結城ハツ（ゆうき ハツ）
演 - 久保田磨希
新之助の妻。
渡辺こう
演 - 野際陽子
小五郎の姑。小五郎とふくの間に跡取りが生まれないことや、結婚式の媒酌人を務めたことがないことを嘆いている。
おつうが渡辺家に居候し、おつうが隆生と祝言をあげ、小五郎とふくが初めて媒酌人を務めることとなり、喜ぶが、おつうが悪人に殺されたために実現しなかった。
渡辺ふく
演 - 中越典子
小五郎の妻。こうとともに、隆生とおつうの祝言を楽しみにしていたが、おつうが殺され、悲しみを隠せなかった。

### ゲスト
加門橋ノ介（かもんはしのすけ）
演 - 岡田義徳
幕府老中。野心的な開国派。自尊心が異様に高く、悪人や庶民など、自分より格下とみた人間のことは塵芥のように見下しているが、彼自身も救いようのない極悪人であり、極めて独善的かつ身勝手な性格の持ち主。
諸外国の要人に江戸の視察を要請し、それに伴う江戸の町の浄化作戦の一環として幕府認可の仇討ち屋制度を創設する。悪人同士の殺し合いによって悪人全体の数が小さくなると目論んでのことだったが、依頼とは無関係の人物が誤って斬られる事例が多発。また、対立する保守派の老中、三好文衛門が手柄を横取りしようと介入したことで事態はさらに悪化する。一方で仇討ち屋で源兵衛が隆生、おつうを殺そうと起こした一騒動に巻き込まれた際は、おつうから源兵衛の裁きを願われるも、自らの保身のために取り合おうとせず、それでもしつこく食い下がるおつうを斬殺する。
最終的に後見人の中之島頼政に見切りを付けられ、錯乱して城の侍たちを数人斬りつけ逃走する。その後、三番筋で自暴自棄かつ傲慢な態度でお菊へ仕事を依頼するが、それより以前にお菊らは仇討ち屋の不手際により誤って殺された者の身内たちからの依頼を引き受けており、仇討ち屋に対する依頼の中には加門も殺しの的として数えられていた。
最期は、おつうの仇を取ろうとする隆生の初めての仕事の刃に掛かることになり、藻掻き苦しみながら息絶える。
加門を始めとする関係者の死に伴い、開国計画は全て中止されることとなる。また加門がお菊らに納めた多額の仕事料は小五郎が中之島を殺す際に、中之島の乗る駕籠から護衛役を引き離す目的で使われることとなる。
中之島頼政（なかのしまよりまさ）
演 - 中村梅雀
幕府側用人。
加門橋ノ介の後見人となって仇討ち屋の設立を後押しするが、仇討ち屋に関するトラブルが多発するや否や加門を切り捨てにかかる。
しかし加門とともに仇討ち屋の設立に関与したことで仕事の的になり、江戸城から吉原に向かう途中、小五郎によって始末された。
幕府における側用人は、建前上将軍と老中の取次役に過ぎないが、劇中では老中よりも上位の存在であるかの如く描写されている。
おつう
演 - 佐々木希
隆生の恋人。
隆生の源兵衛に対する復讐を止めるために共に江戸に行くが、江戸に着いた途端に隆生とはぐれてしまい、涼次の提案で、渡辺家にしばらく居候する。
後に渡辺家で隆生と再会し、渡辺家で隆生との祝言を挙げる約束を交わすが、祝言を挙げる日の当日に仇討ち屋の入り口前で源兵衛を見つけ、仇討ち屋に源兵衛の裁きを願い出て、おつうも源兵衛と隆生の間の立ち会いを求められそれに応じるが、騒ぎを聞きつけ裁きの場へ現れた加門橋ノ介に自分たちの訴えを聞き入れられるどころか、加門から見下した様な態度で一蹴され、それでもなおも加門に食い下がろうとした結果、自身の面目を守る事を重んじる加門から斬り付けられ瀕死の重傷を負い、隆生に背負われ、渡辺家へ逃げ戻ろうとする途中で息を引き取る。
隆斎（りゅうさい）
演 - 永島敏行
願道寺の住職。宗派は不明。
捨て子の隆生を我が子のように育てる。
涼次から、背中にまとわりつく血の匂いを感じ、死の一本道から抜け出し、無限の生の道に進むため身を清めるように諭す。
後に井戸の所有権についての話し合いで願道寺が管理することを提案するが、隆生が見つけた古文書に記されていた井戸の金脈の話が漏れ伝わり、話し合いが破綻するも必死に制止しようとした結果、興奮した源兵衛に刺され、隆生に「復讐など考えてはいかん」と伝え、息を引き取る。
源兵衛（げんべえ）
演 - 堀部圭亮
尾山村の名主。井戸の所有権についての話し合いの場で興奮の末、隆斎を刺してしまう。その後、江戸を彷徨っていたところに仇討ち屋に雇われる。
江戸に来た隆生とおつうに仇討ち屋入り口前で目撃され、後におつう立会いの下で、隆生と仇討ち屋の屋内で一旦は謝罪の姿勢を見せるが、不意打ちを仕掛け、斬り付けようとするなど、卑劣な男。
後に安倍川の仙吉に代わり、仇討ち屋を取り仕切る様になった事で、彼からも恨みを買い、自らを殺しに来た隆生を再度、返り討ちにしようと迎撃するが、そこへ現われた安倍川の仙吉に「ここは俺の店だ!」と恨み節を吐かれながら始末された。
長兵衛（ちょうべえ）
演 - 蟷螂襲
岡井村の名主。願道寺の傍の井戸の所有権について、隆斎たちと揉めており、一度は収まりかけたが、隆生が発見した古文書から井戸の下に眠る金脈の存在を知り、他の村の名主たち共々、欲に眩んだことがきっかけで話し合いは泥沼となり、遂には源兵衛が隆斎を刺殺してしまう騒動に発展してしまう。
隆斎が亡くなったのをいいことに、半ば強引に井戸の所有権を手に入れたものの、騒動の原因となった井戸からは金脈が発見される事はなく、さらには金脈を求め、無理に掘り進めた事で水脈を崩して水を枯らしてしまい、井戸そのものが使い物にならなくなってしまうという元も子もない結末となってしまった。
その後、長兵衛を始めとする各村の名主たちは互いに責任を押し付け合って乱闘を起こし、彼らの醜い姿を目の当たりにした隆生は村に愛想を尽かし、江戸へ向かうことを決意する。
三好文衛門（みよしぶんえもん）
演 - 橋爪淳
幕府老中。
加門とは正反対の保守派。途中から宗旨替えし、加門の政策に乗りかかり、自分の手柄にしてしまう。その後、中之島に同調して加門を切り捨てるが、仇討ち屋に関するトラブルが起きた際、奉行所に圧力をかけた事で仕事の的になり、料亭で芸者たちを相手に加門の愚痴を零していたところを涼次に始末された。
安倍川の仙吉（あべかわのせんきち）
演 - 高橋英樹
『必殺2012』に登場した弥勒坊燕斎の双子の兄。錫杖には刀を仕込んでいる。江戸に再び現れ、幕府認可の仇討ち屋を開業する。
お菊らが生業とする裏稼業に寄せられる依頼を奪う形となり、小五郎らを嘲笑い、窮地に追い込むが、裏取りの甘さが災いし、依頼とは全くの別の人物を殺してしまう事例が多発し、加門橋ノ介にその旨を伝えるも聞く耳を持たれず、また、全ての責任を背負わされる形で解雇を言い渡される。
自らを利用するだけ利用し、切り捨てた仇討ち屋と加門に復讐心を抱き、隆生を返り討ちにしようとしていた源兵衛を自らが殺したことで、結果的に隆生の手助けをする形となり、残る加門の始末は隆生に委ねる。
エンディングで再度、江戸を去るが、その際に茶店で一服していた小五郎の前に現れ、開国が先延ばしとなったことを皮肉を交えながら告げる。
上方の蛇松（かみがたのへびまつ）
演 - 木村祐一
冒頭部の仕事の的。小五郎を買収しようとするなど口達者で狡猾。
冒頭部の依頼人の娘
演 - 二宮星
蛇松に両親を殺された娘。三番筋で仕事を依頼した翌朝に飢え死となり、遺体は奉行所に運ばれていった。
仕事料の分割払いを言い出す依頼主
演 - 久保田直子（テレビ朝日アナウンサー）
仇討ち屋に斬られる町人
演 - 上田剛彦（ABCアナウンサー）
上記町人の父親 杉作（すぎさく）
演 - 桑原征平

## 殺し技
渡辺小五郎
大刀で悪人を斬る、刺す。
本作では標的である中之島が駕籠に乗っていたところを不意打ちで刺殺する。
BGM『中村主水のテーマ』に乗せて、殺しを行う。
経師屋の涼次
悪人の背後に回り、仕込み筆から抜き出した長い錐を相手の肩口から深く突き刺し、心臓まで到達させ、血を体内に噴出させる。
BGM｢闇夜に仕掛ける｣に乗せて、殺しを行う。
隆生
懐剣で、悪人の急所を突き刺す。
かつての中村主水が使用していた殺し技と似ているが、隆生自身が仕事が初めてであるため、技と言えるようなものではない。
新録音源集収録の｢決意｣をBGMに乗せて、殺しを行う。
安倍川の仙吉
悪人の隙を突いて、錫杖に仕込んだ刃で斬りつける。
仙吉は本来は仕事人ではないが、仕事の的の一人である源兵衛を殺すことで、結果的に小五郎らの仕事に貢献する形となったため、ここに表記する。

## スタッフ
- 脚本 - 寺田敏雄
- 音楽 - 平尾昌晃
- 監督 - 石原興
- 主題歌 - The SHIGOTONIN「鏡花水月」
- ゼネラル プロデューサー - 森山浩一（ABC）、内山聖子（テレビ朝日）
- チーフ プロデューサー - 武田功（松竹）
- プロデューサー - 飯田新（ABC）、山川秀樹（テレビ朝日）、渡邊竜（松竹）
- 制作 - ABC、テレビ朝日、松竹